# Liste der DTM-Rennstrecken
Die Liste der DTM-Rennstrecken beinhaltet sämtliche Rennstrecken, die seit Gründung der Deutschen Tourenwagen-Meisterschaft im Jahre 1984 bzw. des Deutschen Tourenwagen-Masters 2000, Austragungsort eines Rennens waren. Insgesamt wurden Rennen auf 37 Strecken in 17 Ländern abgehalten. Zudem gab es Einladungsrennen in Südafrika und China sowie einen Show-Event im Olympiastadion München.
Die Rennstrecken sind in den folgenden Tabellen alphabetisch nach dem Namen der Strecke sortiert aufgeführt. Bei der Sortierung werden Namenszusätze für Rennstrecke, wie zum Beispiel Autodromo, Flugplatz oder Circuit, nicht berücksichtigt.

## Rennstrecken
| Rennstrecke                             | Streckenstandort              | Streckenstandort       | Saisons | Saisons | Saisons | Streckenführung                      | Streckenführung     | genutzte Streckenlänge | genutzte Streckenlänge | genutzte Streckenlänge |                      |
| Streckenname                            | Ort                           | Land                   | Erste   | Letzte  | Anzahl  | Layout                               | Fahrt- richtung     | kürzeste               | längste                | letzte                 | Bauart               |
| --------------------------------------- | ----------------------------- | ---------------------- | ------- | ------- | ------- | ------------------------------------ | ------------------- | ---------------------- | ---------------------- | ---------------------- | -------------------- |
| Adria International Raceway             | Adria                         | Italien                | 2003    | 2010    | 3       | Adria International Raceway          | gegen Uhrzeigersinn | 02,702 km              | 02,702 km              | 02,702 km              | permanent            |
| Alemannenring                           | Singen                        | Deutschland            | 1991    | 1995    | 5       | Alemannenring                        | im Uhrzeigersinn    | 02,800 km              | 02,800 km              | 02,800 km              | temporär (Stadtkurs) |
| TT Circuit Assen                        | Assen                         | Niederlande            | 2019    | 2021    | 3       | TT Circuit Assen                     | im Uhrzeigersinn    | 04,555 km              | 04,555 km              | 04,555 km              | permanent            |
| AVUS                                    | Berlin                        | Deutschland            | 1984    | 1995    | 12      | AVUS                                 | gegen Uhrzeigersinn | 02,640 km              | 08,110 km              | 02,640 km              | temporär (Stadtkurs) |
| Brands Hatch                            | Kent                          | Vereinigtes Königreich | 2006    | 2019    | 10      | Brands Hatch                         | im Uhrzeigersinn    | 01,929 km              | 01,929 km              | 01,929 km              | permanent            |
| Automotodrom Brno                       | Brünn                         | Tschechien             | 1988    | 2005    | 5       | Automotodrom Brno                    | im Uhrzeigersinn    | 05,394 km              | 05,403 km              | 05,394 km              | permanent            |
| Circuit Bugatti                         | Le Mans                       | Frankreich             | 2006    | 2008    | 2       | Circuit Bugatti                      | im Uhrzeigersinn    | 04,180 km              | 04,185 km              | 04,185 km              | permanent            |
| Circuit de Catalunya                    | Barcelona                     | Spanien                | 2006    | 2009    | 4       | Circuit de Catalunya                 | im Uhrzeigersinn    | 02,949 km              | 02,977 km              | 02,977 km              | permanent            |
| Fliegerhorst Diepholz                   | Diepholz                      | Deutschland            | 1984    | 1996    | 11      | Fliegerhorst Diepholz                | gegen Uhrzeigersinn | 02,600 km              | 02,720 km              | 02,720 km              | temporär (Flugplatz) |
| Circuit de Dijon-Prenois                | Dijon                         | Frankreich             | 2009    | 2009    | 1       | Circuit de Dijon-Prenois             | im Uhrzeigersinn    | 03,801 km              | 03,801 km              | 03,801 km              | permanent            |
| Donington Park                          | Castle Donington              | Vereinigtes Königreich | 1991    | 2003    | 6       | Donington Park                       | im Uhrzeigersinn    | 04,023 km              | 04,023 km              | 04,023 km              | permanent            |
| Fliegerhorst Erding                     | Erding                        | Deutschland            | 1985    | 1985    | 1       | Fliegerhorst Erding                  | im Uhrzeigersinn    | 02,540 km              | 02,540 km              | 02,540 km              | temporär (Flugplatz) |
| Circuito do Estoril                     | Estoril                       | Portugal               | 1995    | 2004    | 3       | Circuito do Estoril                  | im Uhrzeigersinn    | 04,360 km              | 04,183 km              | 04,360 km              | permanent            |
| EuroSpeedway Lausitz (Lausitzring)      | Klettwitz                     | Deutschland            | 2000    | 2023    | 24      | EuroSpeedway Lausitz                 | gegen Uhrzeigersinn | 03,478 km              | 04,536 km              | 03,478 km              | permanent            |
| Helsinki Thunder                        | Helsinki                      | Finnland               | 1995    | 1996    | 2       | Helsinki Thunder                     | im Uhrzeigersinn    | 03,180 km              | 03,300 km              | 03,180 km              | temporär (Stadtkurs) |
| Hockenheimring Baden-Württemberg        | Hockenheim                    | Deutschland            | 1984    | 2023    | 66      | Hockenheimring                       | im Uhrzeigersinn    | 02,634 km              | 06,823 km              | 04,574 km              | permanent            |
| Hungaroring                             | Mogyoród                      | Ungarn                 | 1988    | 2018    | 5       | Hungaroring                          | im Uhrzeigersinn    | 04,013 km              | 04,013 km              | 04,013 km              | permanent            |
| Imola                                   | Autodromo Enzo e Dino Ferrari | Italien                | 2022    |         | 1       |                                      | im Uhrzeigersinn    | 04,933 km              | 04,933 km              | 04,933 km              | permanent            |
| Istanbul Park Circuit                   | Istanbul                      | Türkei                 | 2005    | 2005    | 1       | Istanbul Park Circuit                | gegen Uhrzeigersinn | 05,338 km              | 05,338 km              | 05,338 km              | permanent            |
| Autódromo José Carlos Pace (Interlagos) | São Paulo                     | Brasilien              | 1996    | 1996    | 1       | Autódromo José Carlos Pace           | gegen Uhrzeigersinn | 04,293 km              | 04,293 km              | 04,293 km              | permanent            |
| Circuit de Nevers Magny-Cours           | Magny-Cours                   | Frankreich             | 1995    | 1996    | 2       | Circuit de Nevers Magny-Cours        | im Uhrzeigersinn    | 04,250 km              | 04,250 km              | 04,250 km              | permanent            |
| Flugplatz Mainz-Finthen                 | Mainz                         | Deutschland            | 1984    | 1990    | 7       | Flugplatz Mainz-Finthen              | im Uhrzeigersinn    | 02,250 km              | 02,339 km              | 02,300 km              | temporär (Flugplatz) |
| Misano World Circuit Marco Simoncelli   | Misano Adriatico              | Italien                | 2018    | 2019    | 2       |                                      | im Uhrzeigersinn    | 04,226 km              | 04,226 km              | 04,226 km              | permanent            |
| Monza                                   | Monza                         | Italien                | 2021    |         | 1       |                                      | im Uhrzeigersinn    |                        |                        |                        | permanent            |
| Moscow Raceway                          | Wolokolamsk                   | Russland               | 2013    | 2017    | 5       | Moscow Raceway                       | gegen Uhrzeigersinn | 02,555 km              | 02,555 km              | 02,555 km              | permanent            |
| Autodromo Internazionale del Mugello    | Mugello                       | Italien                | 1994    | 2008    | 5       | Autodromo Internazionale del Mugello | im Uhrzeigersinn    | 05,245 km              | 05,245 km              | 05,245 km              | permanent            |
| Norisring                               | Nürnberg                      | Deutschland            | 1984    | 2018    | 30      | Norisring                            | gegen Uhrzeigersinn | 02,300 km              | 02,300 km              | 02,300 km              | temporär (Stadtkurs) |
| Nürburgring (inkl. Nordschleife)        | Nürburg                       | Deutschland            | 1984    | 2023    | 57      | Nürburgring                          | im Uhrzeigersinn    | 03,029 km              | 25,350 km              | 03,629 km              | permanent            |
| Motorsport Arena Oschersleben           | Oschersleben                  | Deutschland            | 2000    | 2024    | 17      | Motorsport Arena Oschersleben        | im Uhrzeigersinn    | 03,667 km              | 04,000 km              | 03,696 km              | permanent            |
| Autódromo Internacional do Algarve      | Portimão                      | Portugal               | 2022    |         | 1       | Autódromo Internacional do Algarve   | im Uhrzeigersinn    | 04,692 km              | 04,635 km              | 0                      | permanent            |
| Red Bull Ring (bis 2003 A1-Ring)        | Spielberg                     | Österreich             | 2001    | 2023    | 12      | Red Bull Ring                        | im Uhrzeigersinn    | 04,326 km              | 04,326 km              | 04,326 km              | permanent            |
| Circuit Ricardo Tormo                   | Valencia                      | Spanien                | 2010    | 2012    | 3       | Circuit Ricardo Tormo                | gegen Uhrzeigersinn | 04,005 km              | 04,005 km              | 04,005 km              | permanent            |
| Sachsenring                             | Hohenstein-Ernstthal          | Deutschland            | 2000    | 2023    | 4       | Sachsenring                          | gegen Uhrzeigersinn | 03,386 km              | 03,645 km              | 03,645 km              | permanent            |
| Salzburgring                            | Salzburg                      | Österreich             | 1987    | 1987    | 1       | Salzburgring                         | im Uhrzeigersinn    | 04,225 km              | 04,225 km              | 04,225 km              | permanent            |
| Shanghai Pudong Street Circuit          | Shanghai                      | Volksrepublik China    | 2010    | 2010    | 1       | Shanghai Pudong Street Circuit       | im Uhrzeigersinn    | 02,465 km              | 02,465 km              | 02,465 km              | temporär (Stadtkurs) |
| Siegerlandring                          | Siegen                        | Deutschland            | 1985    | 1985    | 1       | Siegerlandring                       | im Uhrzeigersinn    | 03,400 km              | 03,400 km              | 03,400 km              | temporär (Flugplatz) |
| Silverstone Circuit                     | Silverstone                   | Vereinigtes Königreich | 1996    | 1996    | 1       | Silverstone Circuit                  | im Uhrzeigersinn    | 05,077 km              | 05,077 km              | 05,077 km              | permanent            |
| Circuit de Spa-Francorchamps            | Stavelot                      | Belgien                | 2005    | 2022    | 3       | Circuit de Spa-Francorchamps         | im Uhrzeigersinn    | 06,968 km              | 06,968 km              | 06,968 km              | permanent            |
| Suzuka International Racing Course      | Suzuka                        | Japan                  | 1996    | 1996    | 1       | Suzuka International Racing Course   | in Form einer Acht  | 05,864 km              | 05,864 km              | 05,864 km              | permanent            |
| Fliegerhorst Wunstorf                   | Wunstorf                      | Deutschland            | 1984    | 1993    | 9       | Fliegerhorst Wunstorf                | gegen Uhrzeigersinn | 05,050 km              | 05,050 km              | 05,050 km              | temporär (Flugplatz) |
| Circuit Park Zandvoort                  | Zandvoort                     | Niederlande            | 2001    | 2023    | 19      | Circuit Park Zandvoort               | im Uhrzeigersinn    | 04,307 km              | 04,307 km              | 04,307 km              | permanent            |
| Circuit Zolder                          | Zolder                        | Belgien                | 1984    | 2021    | 18      | Circuit Zolder                       | im Uhrzeigersinn    | 03,977 km              | 04,262 km              | 03,977 km              | permanent            |

## Einladungsrennen und Show-Events
| Rennstrecke                    | Streckenstandort | Streckenstandort    | Saisons | Saisons | Saisons | Streckenführung                | Streckenführung                        | genutzte Streckenlänge | genutzte Streckenlänge | genutzte Streckenlänge |                      |
| Streckenname                   | Ort              | Land                | Erste   | Letzte  | Anzahl  | Layout                         | Fahrt- richtung                        | kürzeste               | längste                | letzte                 | Bauart               |
| ------------------------------ | ---------------- | ------------------- | ------- | ------- | ------- | ------------------------------ | -------------------------------------- | ---------------------- | ---------------------- | ---------------------- | -------------------- |
| Kyalami Grand Prix Circuit     | Kyalami          | Südafrika           | 1990    | 1991    | 2       | Kyalami Grand Prix Circuit     | gegen Uhrzeigersinn                    | 03,825 km              | 03,825 km              | 03,825 km              | permanent            |
| Olympiastadion München         | München          | Deutschland         | 2011    | 2012    | 2       | Olympiastadion München         | im Uhrzeigersinn · gegen Uhrzeigersinn | 00,614 km              | 01,192 km              | 00,614 km              | temporär (Stadion)   |
| Shanghai Pudong Street Circuit | Shanghai         | Volksrepublik China | 2004    | 2004    | 1       | Shanghai Pudong Street Circuit | im Uhrzeigersinn                       | 02,850 km              | 02,850 km              | 02,850 km              | temporär (Stadtkurs) |

- Im Jahr 2019, fanden zwei Rennen, in Kooperation mit der japanischen Super GT auf dem Fuji International Speedway statt. Die Rennen wurden bei beiden Meisterschaften nicht als Meisterschaftsläufe gezählt, so erhielt das Show Rennen den Namen „Dream Race“
- 1990 und 1991 gab es im südafrikanischen Kyalami je ein Einladungsrennen.
- Die Rennen im Olympiastadion München 2011 und 2012 wurden im Stil des Race of Champions abgehalten.
- 2004 gab es auf Shanghai Pudong Street Circuit ein Einladungsrennen, 2010 wurde eine andere Streckenvariante als Wertungslauf verwandt.

Legende
 Die Fahrtrichtung ist im Uhrzeigersinn.

 Die Fahrtrichtung ist gegen den Uhrzeigersinn.

 Die Streckenführung ist in einer Acht angelegt und der erste Teil wird im Uhrzeigersinn befahren (bis 2013 nur Suzuka).